# (15373) 1996 WV1
(15373) 1996 WV1 es un asteroide perteneciente al cinturón exterior de asteroides, descubierto el 20 de noviembre de 1996 por el equipo del Beijing Schmidt CCD Asteroid Program desde la Estación Xinglong, Hebei, China.

## Designación y nombre
Designado provisionalmente como 1996 WV1.

## Características orbitales
1996 WV1 está situado a una distancia media del Sol de 3,968 ua, pudiendo alejarse hasta 4,580 ua y acercarse hasta 3,356 ua. Su excentricidad es 0,154 y la inclinación orbital 8,432 grados. Emplea 2886,90 días en completar una órbita alrededor del Sol.
Los próximos acercamientos a la órbita de Júpiter ocurrirán el 5 de enero de 2037, el 23 de agosto de 2060 y el 6 de abril de 2084.

## Características físicas
La magnitud absoluta de 1996 WV1 es 13,05. Tiene 12,968 km de diámetro y su albedo se estima en 0,115.